# Lukovo Šugarje
Lukovo Šugarje – wieś w Chorwacji, w żupanii licko-seńskiej, w gminie Karlobag. W 2011 roku liczyła 68 mieszkańców.